# Reichskommissariat Schleicher
Das Reichskommissariat Schleicher bildete nach dem so genannten Preußenschlag die faktische Preußische Staatsregierung von Dezember 1932 bis Januar 1933. Staatsrechtlich war jedoch das Kabinett Braun III weiterhin im Amt. Von der Person des Reichskommissars abgesehen war es mit dem vorherigen Reichskommissariat Papen II identisch.
| Amt                                           | Name                      | Partei    |
| --------------------------------------------- | ------------------------- | --------- |
| Reichskommissar                               | Kurt von Schleicher       | parteilos |
| Inneres und stellvertretender Reichskommissar | Franz Bracht              | parteilos |
| Justiz                                        | Heinrich Hölscher         | parteilos |
| Finanzen                                      | Johannes Popitz           | parteilos |
| Wirtschaft und Arbeit                         | Friedrich Ernst           | parteilos |
| Landwirtschaft                                | Magnus Freiherr von Braun | DNVP      |
| Unterricht                                    | Wilhelm Kähler            | DNVP      |